# BC Hydro
BC Hydro (eigentlich British Columbia Hydro and Power Authority) ist ein Unternehmen für Energieversorgung der kanadischen Provinz British Columbia. Es versorgt nach eigenen Angaben mehr als 1,9 Millionen Kunden, ca. 95 % der Bevölkerung. Damit hat es ein Fast-Monopol in der Provinz. Das Unternehmen ist dem Ministerium für Energie, Bergbau und Ölreserven (BC Ministry of Energy, Mines and Petroleum Resources) rechenschaftspflichtig und unterliegt den Lenkungsmechanismen der British Columbia Utilities Commission (BCUC).
Das Unternehmen betreibt 31 Wasserkraftwerke und zwei Gaskraftwerke. Je nach Niederschlagsmengen und Verdunstungsraten liefert BC Hydro pro Jahr zwischen 43.000 und 54.000 Gigawattstunden, die zu rund vier Fünfteln aus Wasserkraftwerken am Fraser River und am Peace River stammen. Rund 20.000 km an Überlandleitungen (Übertragungsnetz) sowie 60.000 km Leitungen des Verteilnetzes (d. h. Mittel- und Niederspannungsebene) gehören zum Staatsunternehmen.

## Geschichte

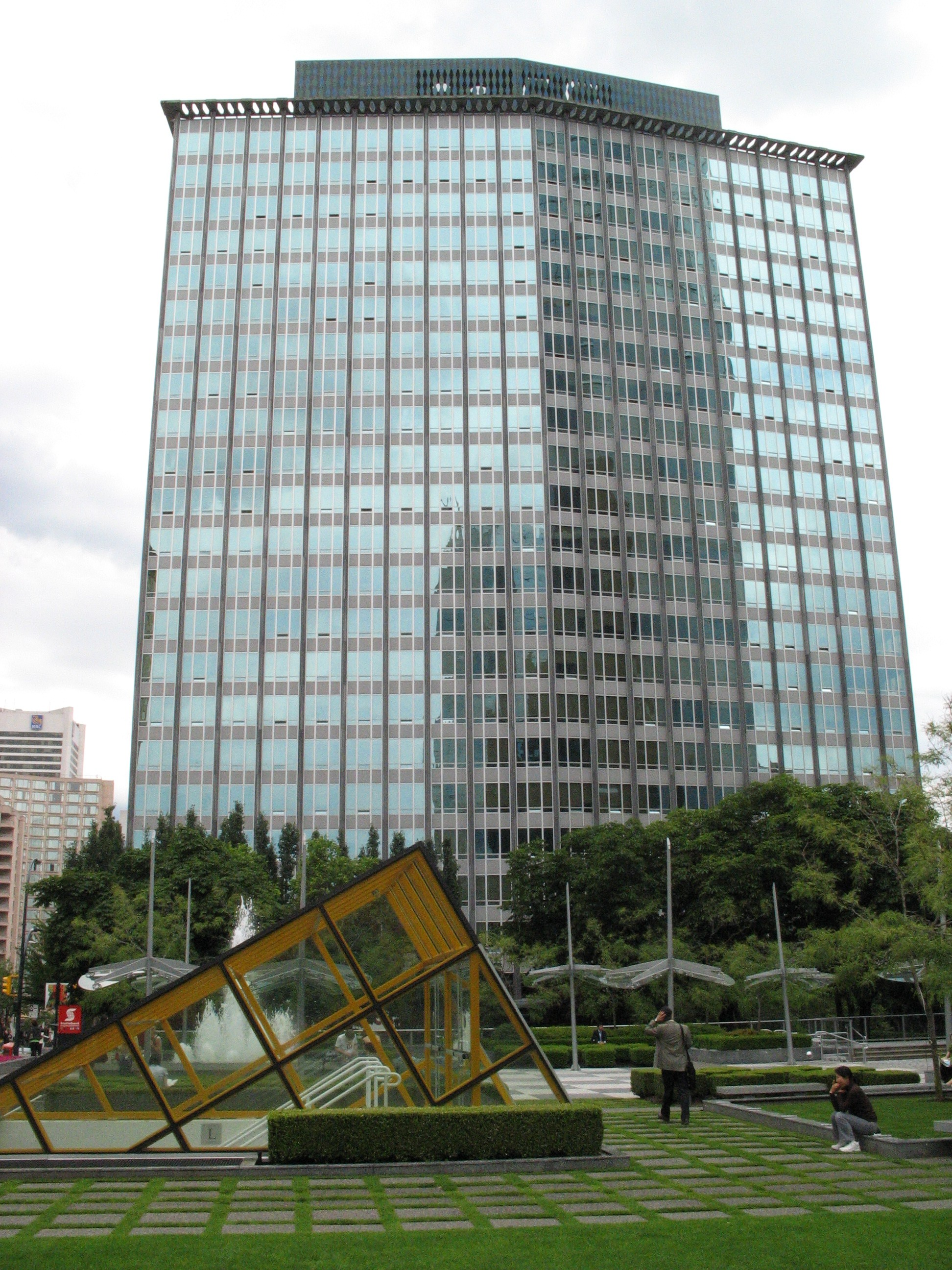
Electra Building, der Verwaltungssitz der Gesellschaft in Vancouver

Eine der Wurzeln des Unternehmens reicht bis in das Victoria des Jahres 1860 zurück, als die Victoria Gas Company gegründet wurde. Neben der Nutzbarmachung von Stadtgas ist die Herstellung von elektrischem Strom eine weitere Wurzel. Sie geht auf das Jahr 1883 zurück, als Robert McMicking mit einigen Investoren die Victoria Electric Illuminating Company übernahm, und es ihnen gelang, eine erste, kommerzielle Straßenbeleuchtung in Victoria einzurichten.
Das erste Kraftwerk wurde durch Mittel des Finanziers Robert Horne-Payne und des späteren Vizegouverneurs Francis Stillman Barnard ermöglicht. Es entstand 1898. 1928 wurde das Unternehmen von der in Montreal ansässigen Power Corporation übernommen.
1945 wurden, nach Vorbereitung durch die BC Power Commission, zahlreiche private Energieunternehmen verstaatlicht. Dies führte zu nachholenden Investitionen und zu einer stärkeren Versorgung der weiträumigen ländlichen Räume. 1961 standen mehr als 200 Gemeinden Kraftwerke zur Verfügung, wenn sie auch oftmals nicht mehr als einen Dieselgenerator darstellten.
Die Provinzregierung unter W. A. C. Bennett gründete 1961 BC Hydro, das binnen weniger Jahre zu einem der größten Produzenten elektrischer Energie in Kanada wurde. Dies hängt mit dem Columbia-Vertrag (Columbia River Treaty) zusammen, in dem das Unternehmen mit den USA die Lieferung von Strom aus vier Dammbauprojekten vereinbarte. Größere Staudammprojekte entstanden am Peace und am Columbia River (s. Revelstoke-Talsperre), aber auch an der Grenze zwischen BC und Montana. Dazu kaufte die Provinz 1961 auch BC Electric auf. Bereits im folgenden Jahr fusionierte dieses Unternehmen mit der Power Commission unter Regie der Provinz, als so genannte Crown Corporation unter dem Namen British Columbia Hydro and Power Authority, kurz BC Hydro.
Mit dem Duncan-Damm (1967, 8,76 km³), dem W.-A.-C.-Bennett-Staudamm (1967, 70,31 km³), dem Arrow-Damm (1968, 8,63 km³) – er wurde später in Hugh Keenleyside Dam umbenannt – und dem Mica-Staudamm (1973, 14,8 km³) erfüllte das Unternehmen nicht nur seine Vertragsverpflichtungen, sondern baute auch die nationale Trinkwasser- und Stromreserve weiter aus. Dabei nahm man zunächst weder auf ökologische Interessen, vor allem mit Blick auf die Fischbestände, noch auf ethnische Fragen, etwa mit Blick auf die Zerstörung archäologischer Stätten, noch auf Eigentumsfragen Rücksicht; 2.300 Grundbesitzer mussten dem Projekt weichen. Die Gründung des Columbia Basin Trust (1995) sorgt inzwischen für eine gewisse Kompensation, wenn auch die Verluste archäologischer Stätten damit nicht ausgeglichen werden können.
Während die 1960er und 1970er Jahre durch Kapazitätsausbau geprägt waren, wurden in den 1980er Jahren zunehmend Teilbereiche ausgegliedert. So entstanden zu Test- und Forschungszwecken die Powertech Labs, für Computerdienstleistungen die Westech Information Systems, sowie Powerex für den Stromhandel. Ende der 1980er Jahre lag der Akzent stärker auf Erhöhung des Wirkungsgrades, als auf weitere Ausbauten.
2002 beschloss das Unternehmen scharfe Einsparmaßnahmen. Zugleich wurde der Servicebereich hinsichtlich der Kunden (Field Services) und der Technik (Engineering Services) ausgebaut. Ende desselben Jahres verabschiedete die Provinz den ehrgeizigen Plan „Energy for our Future: A Plan for BC“. Die neue BC Transmission Corporation (BCTC) soll die Versorgung sicherer machen, der Provinz Gewinne aus dem Stromhandel zuführen, und zugleich die Möglichkeiten unabhängiger Stromerzeuger stärker integrieren.
2003 wurden 1.500 Mitarbeiter in das Partnerunternehmen Accenture Business Services of British Columbia ausgegliedert. Sie ist für Personalführung, Kundenbeziehungen, Gebäudeverwaltung, Finanz- und Abrechnungswesen, und auch für den Einkauf zuständig. Insgesamt beschäftigt BC Hydro rund 4.400 Mitarbeiter.

## Besonderheiten
Eine Besonderheit kanadischer Energieversorgungsunternehmen liegt darin, dass ihre Kraftwerke und Leitungen sich partiell auf Reservatsgebieten der First Nations befinden, wie die Indianer Kanadas unter politischer Perspektive bezeichnet werden. Das gilt besonders für British Columbia, wo sich rund 1.700 Reservate (reserves) befinden. BC Hydro berührt mit seinen Anlagen über 500 dieser Reservate von 169 der 197 First Nations in British Columbia. Auf die besonderen rechtlichen und kulturellen Rahmenbedingungen, die die Beziehungen zu diesen politischen, sozialen und kulturellen Gruppen kennzeichnen, reagiert das Unternehmen auf fünf Feldern:
- Geschäftsentwicklung oder Wirtschaftsförderung – Business Development
- Kommunikation – Communication
- Aus- und Weiterbildung in interkulturellen Beziehungen – Cross-Cultural Training
- Verhandlung und Konsultationspflicht – Negotiation & Consultation
- Grundsätze und Regierungsbeziehungen – Policy and Government Relations

Dabei akzeptiert BC Hydro nach eigenen Aussagen folgende Rechte und Titel (mit letzterem sind meist Landansprüche gemeint):
Rechte der Ureinwohner beziehen sich auf Praktiken, Traditionen und Gewohnheiten („Aktivitäten“) die integraler Bestandteil der distinkten Kultur einer Gesellschaft der Ureinwohner (aboriginals) sind, und die vor dem Kontakt mit Europäern ausgeübt wurden. Dabei wird die Unterzeichnung des Oregon Boundary Treaty von 1846, bei dem die Grenze zwischen dem britischen British Columbia und den USA entlang des 49. Breitengrades gezogen wurde, als zeitliche Grenze betrachtet.
Weitere Bedingungen sind, dass diese Praktiken für eine substantielle Dauer in Übung waren, um integraler Bestandteil geworden zu sein. Dazu müssen sie zentraler, definierender Bestandteil sein, der für sich kennzeichnend für die Gesellschaft ist. Er muss nicht einmalig, aber unterscheidend sein, mithin charakteristisch. Dabei genügt das alles nicht, wenn nicht ein festes Verhältnis zu einer Ressource vorhanden ist. Die Bedeutsamkeit selbst konstituiert daher noch keinen Anspruch. Nach den Erhaltungsgrundsätzen muss es Vorrang haben, führt also nicht zu einem ausschließlichen Recht. Zugleich muss die betroffene Gesellschaft nachweisen, dass die Beziehung zum Land bis heute virulent ist. Dabei darf diese Beziehung durchaus abgewandelt und weiterentwickelt sein, muss aber mindestens bis 1846 zurückreichen.
Darüber hinaus können die Rechte den Anspruch auf Fischen, Beerenpflücken, Jagd und Fallenstellen einschließen, allerdings nur zum Zweck der Lebenssicherung, aber auch zu sozialen und zeremoniellen Zwecken. Das bezieht sich etwa auf den zeremoniellen Gebrauch von Bäumen (vgl. Culturally Modified Trees) oder auf Tierhabitate.
Ausnahmsweise darf mit den Erträgen auch Handel getrieben werden, wenn es sich bei diesem Handel wiederum um einen integralen Bestandteil der Kultur handelte und wenn dieser Handel „in einem Ausmaß betrieben wurde, der am besten als kommerziell charakterisiert“ werden kann. Auch dann, wenn sie als Reaktion auf das Erscheinen der Europäer einsetzte, und diese Aktivität auf voreuropäische Zustände zurückgeht, es sei denn, sie existierten nicht schon vorher, werden sie anerkannt. Allerdings können dies nicht Wurzeln sein, die für alle Gesellschaften kennzeichnend sind, wie Essen.
Als Grundlage für die rechtliche Besonderheit akzeptiert BC Hydro die Tatsache, dass die Rechte der Ureinwohner älter sind als die der europäischen Einwanderer, aber auch von der früheren sozialen Organisation und eigenständigen Kultur her.
Die laufenden Vertragsverhandlungen sollen die Rechte der Ureinwohner in moderne Terminologie übersetzen. Dabei geht es oftmals um umfangreiche Entschädigungen, die sich in Gerichtsverfahren und sonstigen Auseinandersetzungen niederschlagen. Allein im Geschäftsjahr 2007 hat BC Hydro zu diesem Zweck 7 Millionen, insgesamt 129 Millionen Dollar aufgewandt.